# Ding Yi (kunstschilder)
Ding Yi (Shanghai, 1962) is een Chinese kunstschilder.
Zijn werk werd in 1989 tentoongesteld in het nationaal kunstmuseum van Beijing en in 1993 tijdens de Biënnale van Venetië. Bekend is zijn schilderijenreeks "Appearence of Crosses", begonnen in 1988. De abstracte werken van Ding Yi zijn geïnspireerd op nachtelijke beelden van grootsteden met neonlichten en maken veel gebruik van herhaling.
- Gemeinsame Normdatei: 132472147
- International Standard Name Identifier: 0000 0000 5545 5943
- Library of Congress Control Number: no2006128415
- Nationale Bibliotheek van Israël: 987007359674805171
- Nederlandse Thesaurus van Auteursnamen: 124903010
- Système universitaire de documentation: 243191901
- Virtual International Authority File: 2234013
- WorldCat: E39PBJrrrBvJ9ByvRPbmKKVHmd